# Winthemia patagonica
Winthemia patagonica là một loài ruồi trong họ Tachinidae.